# Cratere Osiris
Osiris è un cratere sulla superficie di Ganimede.